# Храстек
Храстек (словен. Hrastek) — поселення в общині Кршко, Споднєпосавський регіон, Словенія. Висота над рівнем моря: 306,2 м.